# Piloot

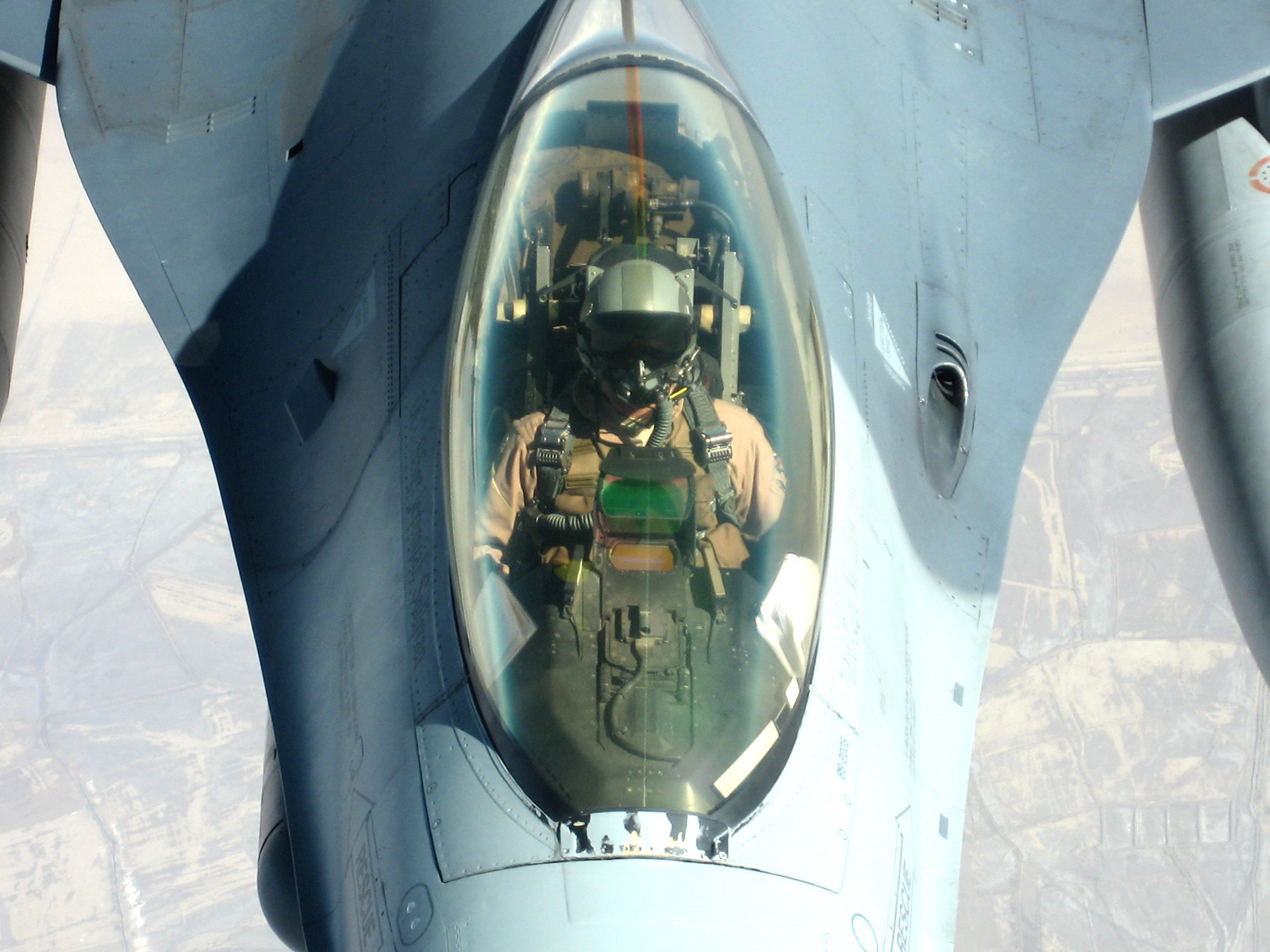
Piloot van een F-16.

Een piloot (ook vlieger of vliegenier) is een bestuurder van een vliegtuig of luchtschip. In de commerciële burgerluchtvaart worden piloten vaak aangeduid als verkeersvlieger. In het begin van de luchtvaart sprak men van een aviateur.
Letterlijk betekent het woord 'piloot' niets meer of minder dan 'bestuurder' of 'stuurman' (vergelijk ook het Engelse 'pilot' dat zowel 'piloot' als 'loods' kan betekenen).
De naam piloot wordt ook wel gegeven aan de bestuurder van een ruimtevaartuig zoals de Space Shuttle. Hoewel de meeste mensen het in dit geval in het algemeen over astronaut hebben, is de piloot dan toch een bijzondere astronaut, namelijk degene die daadwerkelijk het ruimtevaartuig bestuurt. Dit in tegenstelling tot de andere astronauten, die meestal als wetenschapper of soms zelfs als passagier meegaan, maar niet bevoegd of in staat zijn om daadwerkelijk de stuurknuppel ter hand te nemen. 
Soms wordt met "piloot" ook wel de bestuurder van een Formule 1-bolide aangeduid, hoewel dit feitelijk meer beeldspraak is om aan te geven dat een F1-bestuurder niet 'zomaar' een chauffeur is. Ook bij de sport bobsleeën spreekt men van een "piloot".

## Verkeersvliegtuig

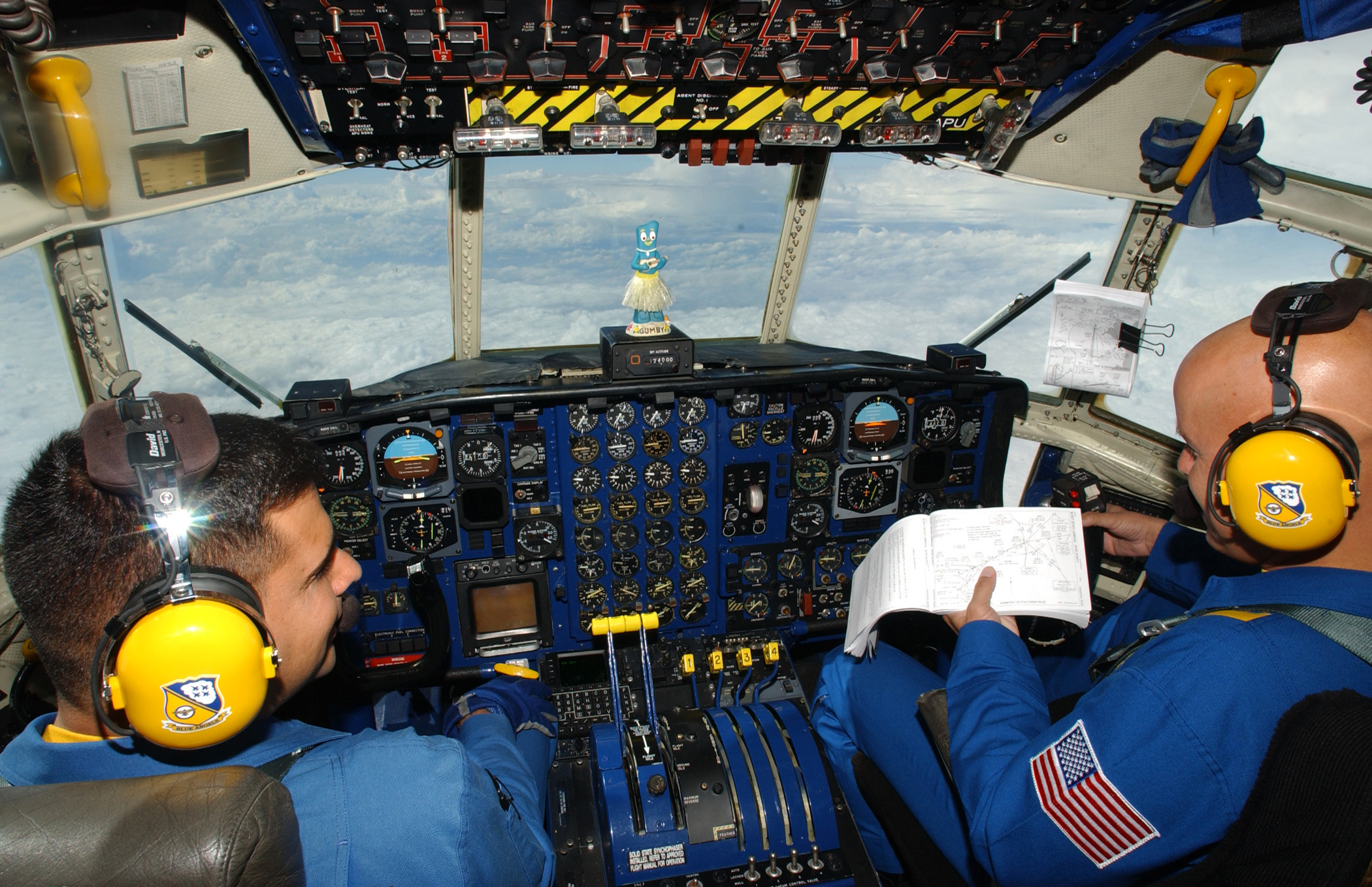
Bemanning van de cockpit van een C-130 Hercules

Elk verkeersvliegtuig wordt bestuurd door minimaal twee piloten: de "gezagvoerder" (Engels: captain) en de "co-piloot" ofwel de "eerste officier" (Engels: first officer). Op lange afstanden (Engels: long haul) gaat vaak ook een derde en/of vierde vlieger mee. Bij sommige luchtvaartmaatschappijen wordt de extra vlieger aangeduid als de "tweede officier" (of wel de "co-co"). Bij andere maatschappijen kent men deze functie niet en wordt de bemanning uitgebreid met een extra co-piloot en/of een extra gezagvoerder.
Bij sommige oudere verkeersvliegtuigen is er nog een extra persoon in de cockpit, namelijk de boordwerktuigkundige. In de recentere vliegtuigen is de boordwerktuigkundige vervangen door geautomatiseerde systemen, zoals de Flight Management Computer, EICAS en de EEC, of op Airbus-toestellen de ECAM en de FADEC.

### Taakverdeling
Bij de werkzaamheden in de cockpit van een verkeersvliegtuig wordt  door de gezagvoerder per vlucht bepaald welke piloot welke taak heeft. Men onderscheidt twee taken:
- het besturen van het vliegtuig; uitgevoerd door de pilot flying
- alle overige handelingen waaronder de radiotelefonie met de verkeersleiding doen, en het lezen en (eventueel) uitvoeren van de checklist. Dit gebeurt door de pilot not flying (ook wel pilot monitoring genoemd)